# La deshumanización del arte (libro)
Este artículo trata del ensayo. Para información sobre el concepto, véase La deshumanización del arte.
La deshumanización del arte es una obra escrita por el filósofo español José Ortega y Gasset en 1925. La obra se considera uno de los análisis más certeros en la historia del pensamiento estético español, del que Ortega y Gasset se interesaría en más de una ocasión en varias de sus obras. En este ensayo, se reflexiona sobre la ruptura que supone el nuevo arte de vanguardia frente a la tradición artística y de su aceptación por parte del público.
La obra fue publicada inicialmente por la Revista de Occidente, titulada como «La deshumanización del arte e ideas sobre la novela».

## Contexto: vanguardias artísticas en el primer tercio delsigloXX
Fauvismo.- (1904-1908). Primera corriente de vanguardia que rompe con la tradición. Huida del proceso imitador de reflejar y representar la realidad tal cual es. El color es el protagonista de las obras, preponderancia de este respecto a la forma. Sentido vitalista y dinámico del color. Autores: Matisse, Derain, Dufy, Braque. 
Expresionismo.- (1905-1915). Es una forma peculiar de sentir el mundo. Los temas principales y más frecuentes en las obras de estos artistas, serán la angustia, el miedo, la miseria... . Uso frenético y aireado de los colores, con un marcado contraste y esquematismo. Influencia del arte africano. En cuanto a la arquitectura, esta es concebida como un medio para expresar en el espacio, las armoniosas leyes de la naturaleza. Los edificios son totalmente diferentes en cada una de sus fachadas. Autores: Kandinsky, Franz Marc, Ernst Kirchner, Emil Nolde, Amadeo Modigliani.
Cubismo.- (1907-1914). Uno de los aspectos más relevantes de este estilo pictórico, es la esquematización de los personajes. Composición del espacio en profundidad dando una clara prioridad al color, aunque a veces, con cierta restricción cromática. Temas sobre naturalezas muertas. El collage, quizá sea una de las mayores aportaciones del cubismo. Autores: Pablo Picasso, Georges Braque, Juan Gris, Fernand Léger, Marcel Duchamp.
Futurismo.- (1909-1914). Es la negación total y absoluta de los valores del pasado, con la única intención de reivindicar exclusivamente el futuro., vinculado estrechamente con la idea de modernidad. La ciudad es una fuente inagotable de inspiración para los autores futuristas. Utilizan la técnica divisionista, con objeto de lograr el dinamismo, el movimiento, en clara alusión al progreso (repetición de imágenes, de manera superpuesta, constituyendo algo parecido a una secuencia filmica: simultaneísmo). Autores: Giacomo Balla, Gino Severini, Umberto Boccioni.
Abstracción.- (1910-1921). Con la realización de la primera acuarela abstracta de Kandinsky, se establece la aparición de esta vanguardia artística. La abstracción, se caracteriza por un gran sentido de la libertad, el dinamismo y la vitalidad. Los elementos principales de estas composiciones, son el punto y la línea, combinados con colores primarios y sus complementarios. Dos tendencias abstractas que prevalecen en la segunda década del siglo XX, son el suprematismo, con supremacía absoluta de la sensibilidad plástica pura y simplicidad de formas; y el neoplasticismo, caracterizado por la eliminación de todo aquello que pueda considerarse superfluo, prevaleciendo solo lo más elemental. Autores: Vasili Kandinsky, Kazimir Malevich, Theo Van Doesburg, Piet Mondrian.
Dadaísmo.- (1916-1922). Aboga por un cambio radical y profundo, no solo en la apariencia del objeto artístico en sí, sino también, en la concepción del mismo (realizaciones "antiartísticas"). En toda actividad dadaísta, debe verse un acto de agresividad, de provocación. va en contra de cualquier norma, ya sea moral, social o estética. Un objeto, fuera de contexto, implica la revisión del mismo, la posibilidad de proporcionarle nuevos significados, tanto a nivel formal como conceptual (arte conceptual). Autores: Marcel Duchamp, Hans Arp, Francis Picabia, Kurt Schwitters.
Surrealismo.- (1924-1939). Es una concepción del arte proveniente del inconsciente, con ausencia de control ejercido por la razón, sin ningún tipo de subordinación a ninguna norma. Colores vivos y puros. Esquematización de los personajes. Representación solamente de lo primordial. Incorporación de las composiciones oníricas y del azar. Autores: René Magritte, Salvador Dalí, Marc Chagall, Joan Miró.
Constructivismo.- (1913-1920). Validez al diseño industrial, oponiéndolo a la creación artística, considerada como una mera consecuencia de la estética burguesa. Autores: Vladimir Tatlin, El Lissitzky, Anton Pevsner.

## Análisis

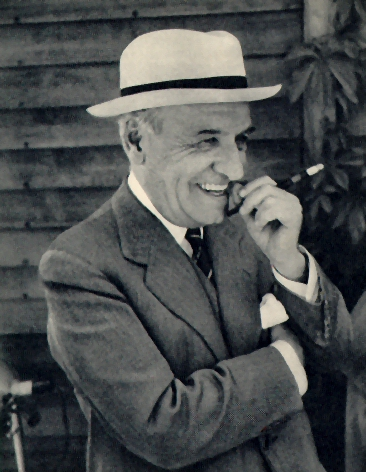
José Ortega y Gasset (1883-1955)

En «La deshumanización del arte» se analiza la desafección del público por el arte contemporáneo de la época. Este arte es impopular, porque no está de acuerdo con los gustos de la mayoría, y antipopular, porque sus creadores no desean ser agradables con el público. A consecuencia de esta desafección se provoca una división entre dos grupos opuestos: los partidarios del arte contemporáneo, que son una minoría, y los detractores de este arte, que son mayoritarios.
El arte, como tradicionalmente se había conocido hasta la fecha, pretendía generar en el público las emociones que no se podían provocar con las acciones cotidianas. Por el contrario, el nuevo arte de vanguardia pretende ir más allá de lo humano para transmitir ideas, estilos o voluntades que transcienden de sus actos cotidianos. Al afirmar Gasset que este arte está deshumanizado, quiere decir que crea su propio lenguaje para superar lo cotidiano: se eliminan todos los vínculos con la realidad humana. Este nuevo arte deja de ser un arte para el público en general, para ser un arte para otros artistas, con emociones e intenciones similares.
Si el arte nuevo no es inteligible para todo el mundo, quiere decirse que sus resortes no son los genéricamente humanos. No es un arte para hombres en general, sino para una clase muy particular de hombres, que podrán no valer más que los otros, pero que son distintos. El arte nuevo, es un arte artístico, percibido solo por quien tenga sensibilidad artística. Luego es un arte para artistas. No es solo inhumano, sino que consiste activamente en romper su aspecto humano, en deshumanizar. Según señala Ortega, aparece un “asco" a lo humano. Esta es la nueva sensibilidad existente en el arte nuevo.
Los procedimientos de deshumanización empleados son muchos: el más radical, para evitar realidades, la metáfora. También, en un mismo intento de fuga y evasión de lo real, se da tanto el suprarrealismo de la metáfora, como también el infrarrealismo.
Otro procedimiento que los nuevos artistas utilizan para embestir su rechazo a la tradición artística de siglos pasados, es la ironía, la broma o la farsa.
No se trata de pintar algo que sea por completo distinto de un hombre, sino de pintar un hombre que se parezca lo menos posible a un hombre, lograr construir algo que no se copia de lo “natural”, pero que posea algo de autenticidad. Es aquí donde aparece en concepto de estilizar. Estilizar es deformar lo real, desrealizar. La estilización implica deshumanización. No hay otra manera de deshumanizar que estilizar. El arte nuevo, intenta evitar lo personal, por ser lo más humano de lo humano. Por el contrario, el realismo, invita al artista a no tener estilo.
Ortega y Gasset, sostiene que el público debe dejar atrás sus prejuicios, con los cuales ha desarrollado su concepción del mundo. Pero, al mismo tiempo, se preocupa por el avance de las ideas que surgieron tras la Revolución Francesa de 1789, en especial la idea de que todos los hombres son iguales. Según Ortega y Gasset, esta idea de igualdad hará de las personas una masa indiferenciada, cuestión que abordaría más tarde con “La rebelión de las masas”.